# フランクリン・J・シャフナー
フランクリン・ジェームス・シャフナー（Franklin James Schaffner, Franklin J. Schaffner、1920年5月30日 - 1989年7月2日）は、アメリカ合衆国出身の映画監督、演出家。

## 人物
宣教師の父親のもとで東京に生まれ、6歳まで日本で過ごす。父親の死後アメリカに戻り、コロンビア大学で法律を学んでいたが第二次世界大戦の勃発に伴い、ヨーロッパ、北アフリカ、アジアで従軍。後にはOSSに所属していた。
帰国後、テレビ業界に入りCBSでディレクターとして活動する。後に映画化されて有名となったオリジナル版の『十二人の怒れる男』、ハーマン・ウォーク原作小説の戯曲化作品をドラマ化した『ケイン号の叛乱 軍事法廷』、人気シリーズ『弁護士プレストン』などのテレビドラマを演出。これらの作品により、合計4度もエミー賞を受賞している。
1960年には、アレン・ドルーリー原作の舞台作品『野望の系列』を演出。1963年に劇場映画監督としてデビュー、『猿の惑星』などの大作を手がける。1970年の『パットン大戦車軍団』ではアカデミー作品賞、監督賞など7部門を受賞した。
1987年から死去する1989年まで、全米監督協会の会長を務めた。また、協会が設立している全米監督協会賞には、功労賞の一つとして「フランクリン・J・シャフナー功労賞」が設けられている。

## 監督作品
| 年   | 題名                                            | 備考                          |
| ---- | ----------------------------------------------- | ----------------------------- |
| 1963 | 七月の女 The Stripper                           | 劇場映画デビュー              |
| 1964 | 最後の勝利者 The Best Man                       | ゴア・ヴィダル作の戯曲が原作  |
| 1965 | 大将軍 The War Lord                             |                               |
| 1967 | ダブルマン The Double Man                       |                               |
| 1968 | 猿の惑星 Planet of the Apes                     | アカデミー名誉賞受賞          |
| 1970 | パットン大戦車軍団 Patton                       | アカデミー作品賞ほか7部門受賞 |
| 1971 | ニコライとアレクサンドラ Nicholas and Alexandra | アカデミー美術賞ほか2部門受賞 |
| 1973 | パピヨン Papillon                               |                               |
| 1976 | 海流のなかの島々 Islands in the Stream          |                               |
| 1978 | ブラジルから来た少年 The Boys from Brazil       |                               |
| 1980 | スフィンクス Sphinx                             |                               |
| 1982 | イエス・ジョルジュ Yes, Giorgio                 |                               |
| 1987 | ライオンハート Lionheart                        |                               |
| 1989 | ウェルカム・ホーム Welcome Home                 |                               |